# Pontirolo Nuovo
Pontirolo Nuovo (lombardul: Puntiröl Növ) település Olaszországban, Lombardia régióban, Bergamo megyében. Lakosainak száma 4886 fő (2023. január 1.). Pontirolo Nuovo Ciserano, Canonica d’Adda, Treviglio, Arcene, Brembate, Boltiere és Fara Gera d’Adda községekkel határos.

## Népesség
A település lakossága az elmúlt években az alábbi módon változott:
| Lakosok száma | 5014 | 4983 | 4886 |
|               | 2017 | 2018 | 2023 |